# New Line Cinema

Logo společnosti.

New Line Cinema je americké filmové studio. Založeno bylo roku 1967 jako filmový distributor, později se stalo nezávislým filmovým studiem. V roce 1993 získal nad společností kontrolu koncern Turner Broadcasting System, Inc. Od roku 1996 spadá pod Warner Bros., který patří mezi šest největších filmových producentů na světě. Hlavní evropské pobočky New Line Cinema v zastoupení Warner Bros. jsou ve Vídni a v Berlíně.
Známým se New Line Cinema stala v 80. letech 20. století, kdy natočila hororovou sérii Noční můra v Elm Street. Na přelomu 20. a 21. století si New Line Cinema vybral režisér Peter Jackson jako studio, které bude financovat jeho film podle předlohy Tolkienova Pána prstenů. Vybral si jej proto, že to bylo jediné studio ze všech, které mu umožnilo natočit trilogii a ne pouze jeden film.

## Některé filmy New Line Cinema
- Noční můra v Elm Street (1984)
- Noční můra v Elm Street 2: Freddyho pomsta (1985)
- Noční můra v Elm Street 3: Bojovníci ze sna (1987)
- Noční můra v Elm Street 4: Vládce snu (1988)
- Noční můra v Elm Street 5: Dítě snu (1989)
- Freddyho smrt – Poslední noční můra (1991)
- Nová noční můra (1994)
- Rachot v Bronxu (1995)
- Sedm (1995)
- Vrtěti psem (1997)
- Ztraceni ve vesmíru (1998)
- Austin Powers: Špion, který mě vojel (1999)
- Malý Nicky – Satan Junior (2000)
- 15 minut (2001)
- Pán prstenů: Společenstvo Prstenu (2001)
- Jmenuji se Sam (2001)
- Pán prstenů: Dvě věže (2002)
- Zkurvená noc (2003)
- Freddy vs. Jason (2003)
- Texaský masakr motorovou pilou (2003)
- Pán prstenů: Návrat krále (2003)
- Zákon přitažlivosti (2004)
- Miluji tě k sežrání (2005)
- Okamžik zlomu (2007)
- Zlatý kompas (2007)
- Sex ve městě (2008)
- Cesta do středu země (2008)
- Bejvalek se nezbavíš (2009)
- Je to i můj život (2009)
- Na sv. Valentýna (2010)
- Noční můra v Elm Street (2010)
- Hobit: Neočekávaná cesta (2012)
- Hobit: Šmakova dračí poušť (2013)
- Hobit: Bitva pěti armád (2014)